# Арбуяд
Арбуяд (эст. Arbujad — «волхвы» или «кудесники») — литературная группировка в Эстонии в конце 1930-х годов. В группу входили 8 эстонских писателей, она определяла новое направление эстонской лирики до начала Второй мировой войны.

## История
В литературную группировку входили молодые эстонские писатели Бетти Альвер, Бернард Кангро, Уку Мазинг, Керсти Мерилаас, Март Рауд, Аугуст Санг, Хейти Тальвик и Пауль Вийдинг. Большинство из них вышли из студенческого клуба Veljesto, который был активен Тартуском университете. Все были рождены между 1904 и 1914 годами.
Название Арбуяд происходит от заголовка вышедшей в 1938 году антологии стихотворений тартуского англиста и литературоведа Антса Ораса (1900—1982) «Arbujad. Valimik uusimat eesti lüürikat» («Волхвы. Подборка новейших эстонских стихотворений»). Влияние оказал и эпилог Ораса к его антологии, который лёг в основу программы группы и определил её как новое поколение поэтов.
Хотя группировка не была однородна в своем лирическом творчестве, среди её участников было общее желание достичь состояния более глубокого психического и эмоционального напряжения. Поэты подчёркивали духовную свободу и независимость человека. Выступали против идеологического принуждения и тоталитарных концепций. Противопоставляли вечные ценности поэзии и тревожную действительность.
Присоединение Эстонии к СССР спустя два года после публикации антологии Ораса положило конец этому периоду эстонской поэзии. Тем не менее, группировка Арбуяд оказало большое влияние на новое поколение эстонских поэтов.
Входивший в группу поэт и писатель Бернард Кангро, находясь в Швеции, выпустил 2 книги с воспоминаниями об Арбуяде: «Arbujad» (1981) и «Arbujate kaasaeg» (1983).